# So Long, Frank Lloyd Wright
〈So Long, Frank Lloyd Wright〉는 사이먼 & 가펑클의 음반 《Bridge over Troubled Water》에 수록된 곡이다. 그 후 이 곡은 사이먼 & 가펑클 컴필레이션 음반에 여러 장 발표되었다. 이 노래는 또한 런던 팝스 오케스트라와 조 친다모 트리오에 의해 녹음되었다. 아트 가펑클은 이 곡의 기원이 폴 사이먼이 유명한 건축가 프랭크 로이드 라이트에 대한 노래를 작곡해달라는 그의 요청에서 나왔고 사이먼은 그가 라이트가 누군지 몰랐음에도 불구하고 이 곡을 작곡했다고 말했다.